# جونيتشيرو كويزومي
جونيتشيرو كويزومي (小泉純一郎) (ولد في 8 يناير 1942) سياسي ياباني ورئيس وزراء أسبق لليابان. نصب رئيسًا للوزراء في الفترة بين 2001 - 2006.

## سيرة
جونيتشيرو هو سليل عائلة سياسيين، حيث أن والده جونيا كويزومي كان المدير العام لوكالة دفاع اليابان وعضو في البرلمان الياباني، وجده ماتاجيرو كويزومي كان وزير البريد والاتصالات في حكومة هاماغوتشي وواكاتسوكي.
ولد جونيتشيرو في جونيتشيرو، كاناغاوا في 8 يناير 1942 ودرس الاقتصاد في جامعة كيئو، ثم درس في كلية لندن الجامعية قبل عودته إلى اليابان عند وفاة والده في أغسطس 1969.

## رئيس وزراء
قام كويزومي بالعديد من الأعمال أثناء فترة تسلمه رئاسة الوزارة منها:

### سياسة قوات الدفاع الذاتي
عمل كويزومي على تشجيع تفعيل دور قوات الدفاع الذاتي اليابانية وتنشيطها في مهام خارج البلاد. حيث أرسلت بعض القوات إلى العراق للمشاركة في عمليات إعادة الإعمار. كما أن حكومة كويزومي أيضا قدمت اقتراح إلى البرلمان لتغيير وضع وكالة الدفاع الياباني لتصبح وزارة، الأمر الذي تمت الموافقة عليه وتشكلت وزارة الدفاع اليابانية في 9 يناير 2007.

## روابط خارجية
- جونيتشيرو كويزومي على موقع IMDb (الإنجليزية)
- جونيتشيرو كويزومي على موقع الموسوعة البريطانية (الإنجليزية)
- جونيتشيرو كويزومي على موقع مونزينجر (الألمانية)
- جونيتشيرو كويزومي على موقع إن إن دي بي (الإنجليزية)
- جونيتشيرو كويزومي على موقع قاعدة بيانات الفيلم (الإنجليزية)